# Moutiers-sous-Chantemerle
Pour les articles homonymes, voir Moutiers.
Moutiers-sous-Chantemerle est une commune déléguée de Moncoutant-sur-Sèvre dans le Centre-Ouest de la France située dans le département des Deux-Sèvres, en région Nouvelle-Aquitaine.

## Géographie
Commune située au nord-ouest des Deux-Sèvres sur la route départementale 744 (Niort-Cholet) à 17 km au Sud-Ouest de Bressuire.

### Localisation et communes limitrophes
|                        | La Forêt-sur-Sèvre        | Moncoutant                |
| Saint-Pierre-du-Chemin | Moutiers-Sous-Chantemerle | Le Breuil-Bernard         |
| Breuil-Barret          | Saint-Paul-en-Gâtine      | La Chapelle-Saint-Étienne |

## Histoire
Le 1er janvier 2019, la commune fusionne avec Le Breuil-Bernard, La Chapelle-Saint-Étienne, Moncoutant, Pugny et Saint-Jouin-de-Milly pour former la commune nouvelle de Moncoutant-sur-Sèvre dont la création est actée par un arrêté préfectoral du 23 novembre 2018.

## Administration
| Période    | Période  | Identité      | Étiquette | Qualité |
| ---------- | -------- | ------------- | --------- | ------- |
| avant 1981 | ?        | Jean Desnoues |           |         |
| 2008       | En cours | Jacques Billy | SE        |         |

## Démographie
À partir du XXIe siècle, les recensements réels des communes de moins de 10 000 habitants ont lieu tous les cinq ans. Pour Moutiers-sous-Chantemerle, cela correspond à 2008, 2013, 2018, etc. Les autres dates de « recensements » (2006, 2009, etc.) sont des estimations légales.
| 1793 | 1800 | 1806 | 1821  | 1831  | 1836  | 1841  | 1846 | 1851  |
| ---- | ---- | ---- | ----- | ----- | ----- | ----- | ---- | ----- |
| 873  | 677  | 803  | 1 028 | 1 026 | 1 031 | 1 016 | 982  | 1 037 |

| 1856  | 1861  | 1866  | 1872  | 1876  | 1881  | 1886  | 1891  | 1896  |
| ----- | ----- | ----- | ----- | ----- | ----- | ----- | ----- | ----- |
| 1 051 | 1 114 | 1 176 | 1 216 | 1 253 | 1 292 | 1 409 | 1 460 | 1 371 |

| 1901  | 1906  | 1911  | 1921  | 1926  | 1931  | 1936  | 1946  | 1954  |
| ----- | ----- | ----- | ----- | ----- | ----- | ----- | ----- | ----- |
| 1 309 | 1 287 | 1 236 | 1 139 | 1 068 | 1 066 | 1 040 | 1 023 | 1 009 |

| 1962 | 1968 | 1975 | 1982 | 1990 | 1999 | 2006 | 2008 | 2013 |
| ---- | ---- | ---- | ---- | ---- | ---- | ---- | ---- | ---- |
| 967  | 880  | 825  | 744  | 714  | 654  | 621  | 616  | 602  |

| 2016 | - | - | - | - | - | - | - | - |
| ---- | - | - | - | - | - | - | - | - |
| 603  | - | - | - | - | - | - | - | - |

## Lieux et monuments

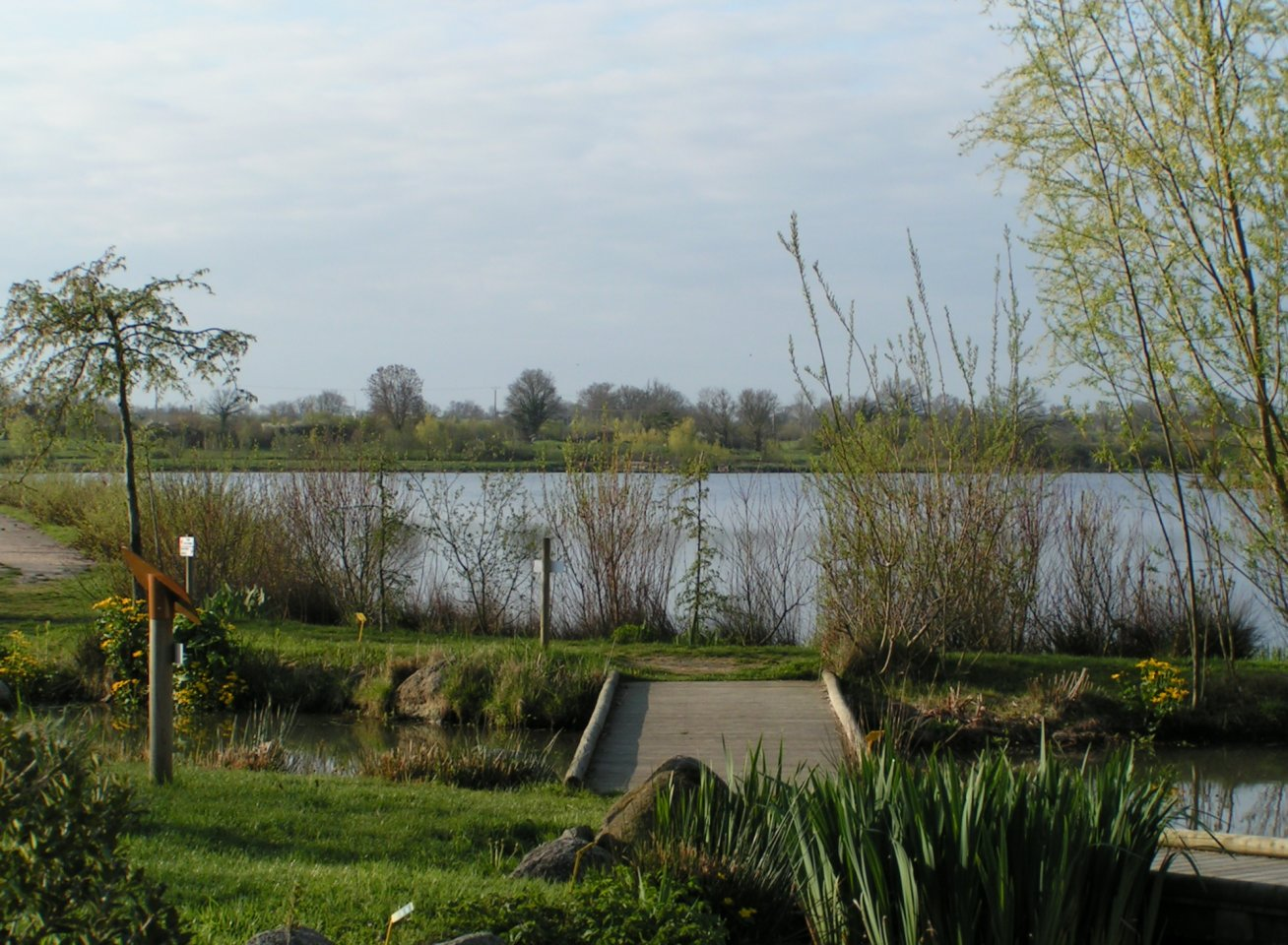
Le centre internanional nature et pêche Pescalis.

- Église Saint-Maurice de Moutiers-sous-Chantemerle.
- Pescalis est un site de pêche international qui se trouve sur la commune, au bord de la Sèvre nantaise. Il a ouvert ses portes en 2001. Un domaine de 100 hectares a été aménagé en pleine nature[6].

- Puy Cadoré est un lieu médiéval dont il reste aujourd'hui une tour atypique aujourd'hui convertie en chambres d’hôtes.

## Événements
- Un festival de musique... « Les Festiv'été Musicales » : site en plein air, dernier week-end de juin, tous les ans depuis 1997, sur le stade de Moutiers-sous-Chantemerle. Le comité des fêtes de Moutiers-sous-Chantemerle organise des soirées concerts, discos et un festival avec plusieurs groupes dans des styles différents et éclectiques[7].